# آرثر إي. رايت
آرثر إي. رايت هو سياسي كندي، ولد في 8 نوفمبر 1907، وتوفي في 19 مايو 1977.